# Irène du Buisson de Longpré
Marie Irène Catherine du Buisson de Longpré (?, 18. század vagy 1720 – ?, 1767)
Jacques du Buisson (Longpré ura) francia nemes leánya volt. 1747-ben Irén férjhez ment Charles François Filleul-höz, XV. Lajos francia király titkárához. Szinte azonnal az uralkodó kegyencnője lett, 1751-ben pedig leányuk született, aki a Julie nevet kapta, s akit Charles a saját nevére vett. Egy másik leánya is született, ám valószínű, hogy ő is a király fattyúgyermeke volt. Az Adelheid nevet kapta. 1761-ben jött világra.
Idősebbik lánya Madame Pompadour fivéréhez, Abel-François Poisson-hoz, Vandieres márkijához ment hozzá 1767-ben, akitől két fia született, Abel és François. Adelheid 1777-ben ment nőül Charles-François de Flahaut-hoz, Billarderie grófjához, aki akkor már 53 éves volt. 1785. április 21-én jött világra Charles nevű fiuk, akinek nagyon valószínű, hogy Adelheid szeretője, a nála 7 évvel idősebb Périgord apátja, Charles-Maurice de Talleyrand volt a biológiai apja, ám a megcsalt férj sajátjaként ismerte el a gyermeket. Amikor Adelheid megözvegyült, hozzáment José de Sousa Morgado de Mateus-hoz, Portugália franciaországi nagykövetéhez.
Iréne 1767-ben hunyt el.